# Dragoș Nedelcu
Dragoș Ionuț Nedelcu (Konstanca, 1997. február 16. –) román válogatott labdarúgó, hátvéd, a Farul Constanța játékosa.

## Pályafutása

### Klubcsapatokban

#### Viitorul Constanța
Pályafutását a Gheorghe Hagi Labdarúgó Akadémián kezdte, majd a Viitorul Constanța csapatában mutatkozott be a felnőttek között 2014. július 18-án, egy Botoșani elleni kupamérkőzésen. A konstancai csapattal a 2016–17-es szezonban bajnoki címet nyert, összesen 69 bajnokin kétszer volt eredményes a klub színeiben.

#### FCSB
2017. augusztus 10-én a bukaresti FCSB csapatával ötéves szerződést írt alá. A szerződésébe 50 millió eurós kivásárlási záradékot foglaltak. Érdekesség, hogy egy hónappal korábban a játékos visszautasította a szerződésajánlatot, mondván, külföldön szeretné folytatni pályafutását. Az ügylet magában foglalta Romario Benzar, a Viitorul másik labdarúgójának az átigazolását is. A két labdarúgóért 2,7 millió eurót fizetett a fővárosi klub.
Nedelcu augusztus 12-én debütált új csapatában, egy Astra Giurgiu elleni bajnoki mérkőzésen. November 5-én megszerezte első gólját is az FCSB-ben a Concordia Chiajna elleni 2–1-es győzelem alkalmával.

#### Kölcsönben a Fortuna Düsseldorf és Farul Constanța csapatában
2021. június 12-én egy évre kölcsönbe került a német másodosztályú Fortuna Düsseldorfhoz. 2022. február 3-án felbontották a kölcsönszerződését, és visszatért az FCSB-hez. 2022. február 4-én a szezon hátralevő részére kölcsönbe került a Farul Constanțához.

#### Farul Constanța
2022. június 14-én hároméves szerződést írt alá a Farul Constanța csapatával.

### A válogatottban
2016 novemberében kapott először meghívót a román válogatott keretébe, majd egy héttel később, Oroszország ellen pályára is lépett címeres mezben.

## Statisztika

### Klubcsapatokban
2019. december 15-én frissítve.
| Klub               | Szezon         | Bajnokság | Bajnokság | Országos kupa | Országos kupa | Ligakupa | Ligakupa | Nemzetközi kupa | Nemzetközi kupa | Egyéb | Egyéb | Összesen | Összesen | Összesen |
| Klub               | Szezon         | Mérk.     | Gól       | Mérk.         | Gól           | Mérk.    | Gól      | Mérk.           | Gól             | Mérk. | Gól   | Mérk.    | Gól      |          |
| ------------------ | -------------- | --------- | --------- | ------------- | ------------- | -------- | -------- | --------------- | --------------- | ----- | ----- | -------- | -------- | -------- |
| Viitorul Constanța | 2014–15        | 15        | 0         | 1             | 1             | 2        | 0        | –               | –               | –     | –     | 18       | 1        |          |
| Viitorul Constanța | 2015–16        | 22        | 1         | 0             | 0             | 1        | 0        | –               | –               | –     | –     | 23       | 1        |          |
| Viitorul Constanța | 2016–17        | 28        | 1         | 0             | 0             | 0        | 0        | 2               | 0               | –     | –     | 30       | 1        |          |
| Viitorul Constanța | 2017–18        | 4         | 0         | –             | –             | –        | –        | 2               | 0               | 1     | 0     | 7        | 0        |          |
| Viitorul Constanța | Összesen       | 69        | 2         | 1             | 1             | 3        | 0        | 4               | 0               | 1     | 0     | 78       | 3        |          |
| FCSB               | 2017–18        | 18        | 1         | 2             | 0             | –        | –        | 6               | 0               | –     | –     | 26       | 1        |          |
| FCSB               | 2018–19        | 26        | 0         | 1             | 0             | –        | –        | 2               | 0               | –     | –     | 29       | 0        |          |
| FCSB               | 2019–20        | 11        | 1         | 1             | 0             | –        | –        | 3               | 0               | –     | –     | 15       | 1        |          |
| FCSB               | 2020–21        | 7         | 0         | 1             | 0             | –        | –        | 6               | 0               | –     | –     | 26       | 1        |          |
| Összesen           | 51             | 2         | 4         | 0             | –             | –        | 11       | 0               | –               | –     | 66    | 2        |          |          |
| Karrier összes     | Karrier összes | 120       | 4         | 5             | 1             | 3        | 0        | 15              | 0               | 1     | 0     | 144      | 5        |          |

### A válogatottban
2023. december 15-én frissítve.
| Válogatott | Év       | Pályára lépés | Gól |
| ---------- | -------- | ------------- | --- |
| Románia    | 2016     | 1             | 0   |
| Románia    | 2018     | 1             | 0   |
| Románia    | 2021     | 4             | 0   |
| Románia    | Összesen | 6             | 0   |

## Sikerei, díjai
Viitorul Constanța
- Román bajnok: 2016–2017
- Román szuperkupa ezüstérmes: 2017

 FCSB
- Román kupagyőztes: 2019–2020
- Román szuperkupa ezüstérmes: 2020

 Farul Constanța
- Román bajnok: 2022–2023
- Román szuperkupa ezüstérmes: 2023

## További információ
- Dragoș Nedelcu adatlapja a National-Football-Teams.com oldalon (angolul)

- Dragoș Nedelcu az UEFA adatbázisában (angolul)